# آتاری اس‌ای
آتاری اس‌ای (انگلیسی: Atari, SA) شرکت هلدینگ فرانسوی است، که در زمینه تولید و توسعه بازی‌های ویدئویی فعالیت می‌نماید.
شرکت آتاری در سال ۱۹۸۳ توسط برونو بونل در شهر لیون تأسیس شد. دفتر مرکزی این شرکت در شهر پاریس قرار دارد و بخشی از سهام آن در بازار بورس یورونکست معامله می‌شود.